# Carlos Guillermo de Hesse-Darmstadt
Carlos Guillermo de Hesse-Darmstadt (en alemán, Karl Wilhelm von Hessen-Darmstadt; Nidda, 17 de junio de 1693-Giessen, 17 de mayo de 1707) fue un príncipe de Hesse-Darmstadt.

## Biografía
Carlos Guillermo era el segundo hijo del landgrave Ernesto Luis de Hesse-Darmstadt (1667-1739) de su matrimonio con Dorotea Carlota (1661-1705), hija del margrave Alberto II de Brandeburgo-Ansbach.
Cuando Carlos Guillermo cumplió cuatro años, su padre lo alistó como Coronel del recién creado Regimiento de Hesse-Darmstadt. Dos años más tarde, la educación de Carlos Guillermo fue encomendada a Johann Conrad Dippel en Giessen, donde la familia del landgrave había huido ante el avance de las tropas francesas.
Carlos Guillermo murió a la edad de 13 años, durante la guerra de sucesión española. Su hermano menor, el príncipe Francisco Ernesto de Hesse-Darmstadt, asumió su lugar en el Regimiento.